# KSU Gazal-1
Der KSU Gazal-1 ist ein auf Basis der Mercedes-Benz G-Klasse von Studenten der König-Saud-Universität entwickelter Geländewagen. Das Fahrzeug wurde erstmals im März 2010 auf dem Genfer Auto-Salon der Weltöffentlichkeit präsentiert. Unterstützung bei der Entwicklung des Fahrzeuges erhielten die angehenden Ingenieure vom österreichischen Automobilhersteller Magna Steyr und dem italienischen Designstudio Studiotorino. Das Modell wurde für eine Massenproduktion von 20.000 Einheiten pro Jahr ausgelegt. Vorwiegender Absatzmarkt sollen die Länder des Nahen Ostens sein. Der Gazal-1 gilt zudem als erstes in Saudi-Arabien entwickeltes und produziertes Automobil.
Das erste Serienfahrzeug des Modells rollte am 15. Juni 2010 vom Band. An den Feierlichkeiten zum Produktionsstart im Montagewerk der MAN Nutzfahrzeuge in Dschidda nahm unter anderem auch der König Abdullah ibn Abd al-Aziz teil, welcher einen Teil der Präsentation führte. Die öffentliche Präsentation erfolgte schließlich einige Stunden darauf im Dschidda-Palast sowie eine weitere folgend in der Universität.
Der Gazal-1 wurde speziell für den Einsatz im Straßenverkehr wie auch für die Nutzung in Dünen und Wüstenregionen entwickelt. Als Basis wählte man den Mercedes-Benz G 500, da die G-Klasse im Nahen Osten sehr beliebt ist. Als Antrieb wird bislang nur ein Ottomotor mit einem Hubraum von 5461 cm³ und einer Leistung von 285 kW (388 PS) mit einem Drehmoment von 530 Nm angeboten. Der Verbrauch des 2,4 t schweren Fahrzeuges wird vom Werk für eine Strecke mit 14,7 l Super-Kraftstoff  auf 100 km angegeben. Die bauartbedingte Höchstgeschwindigkeit soll bei 210 km/h liegen. Technisch entspricht das Modell vollständig dem Original, lediglich die Karosserie wurde neu gestaltet.
Der verwendete Modellname „Gazal“ (غزال) kommt aus der arabischen Sprache und bedeutet Gazelle. Laut Hersteller wurde der Name von der Wüstengazelle abgeleitet, eines der schnellsten und widerstandsfähigsten Tiere in diesem Gebiet. Zurzeit ist diese Art jedoch vom Aussterben bedroht.